# Regionalbus Lenzburg
Der RBL (Regionalbus Lenzburg) ist ein regionaler Nahverkehrsbetrieb im Kanton Aargau in der Schweiz. Er ist ein Zweig des Reisebusunternehmens Eurobus AG in Windisch und seit 1970 für den Betrieb von Buslinien in der Stadt Lenzburg sowie in den umliegenden Gemeinden zuständig.
Elf Linien erschliessen die Gemeinden des Bezirks Lenzburg (mit Ausnahme von Holderbank, Hendschiken und Hallwil) sowie einige angrenzende Gemeinden. Die Tarifstruktur ist in den Tarifverbund A-Welle integriert.
Von Juli 2007 bis Ende 2020 war auf dem Liniennetz des Regionalbusses ein Solaris-Hybridbus des Typs Urbino 18 im Einsatz. Die Technik reduziert den Treibstoffverbrauch. Mittlerweile werden neben den Citaro Facelift und Citaro 2 auch neue Solaris Urbino 12 IV Facelift und Solaris Urbino 18 IV Facelift eingesetzt. Diese sind mit Überlandsitzen des Herstellers Kiel ausgestattet. Die Citaros der ersten Generation wurden schrittweise bis Ende 2020 ausgemustert.

## Liniennetz
| Linie | Strecke |
| ----- | --- |
| 380   | Lenzburg Hypiplatz – Niederlenz – Möriken – Wildegg                                                                                           |
| 381   | Lenzburg Hypiplatz – Bahnhof Lenzburg – Niederlenz – Möriken – Wildegg                                                                        |
| 382   | Lenzburg Hypiplatz – Niederlenz – Möriken – Brunegg – Mägenwil                                                                                |
| 389   | Bahnhof Lenzburg – Birren |
| 390   | Lenzburg Hypiplatz – Bahnhof Lenzburg – Staufen – Schafisheim – Seon – Egliswil – Seengen – Tennwil – Meisterschwanden – Fahrwangen – Bettwil |
| 391   | Lenzburg Dufourstrasse – Bahnhof Lenzburg – Schloss Lenzburg                                                                                  |
| 392   | Bahnhof Lenzburg – Lenzburg Hypiplatz – Ammerswil – Dintikon                                                                                  |
| 393   | Bahnhof Lenzburg – Lenzburg Hypiplatz – Othmarsingen – Mägenwil                                                                               |
| 394   | Lenzburg Hypiplatz – Bahnhof Lenzburg – Staufen – Schafisheim – Hunzenschwil – Rupperswil                                                     |
| 395   | Lenzburg Hypiplatz – Bahnhof Lenzburg – Schafisheim – Seon – Egliswil – Seengen – Boniswil – Leutwil – Dürrenäsch – Teufenthal                |
| 396   | Lenzburg Hypiplatz – Bahnhof Lenzburg – Schafisheim – Hunzenschwil                                                                            |